# Bernard James Ganter
Bernard James Ganter (* 17. Juli 1928 in Galveston; † 9. Oktober 1993) war ein US-amerikanischer Geistlicher und römisch-katholischer Bischof von Beaumont.

## Leben
Bernard James Ganter empfing am 22. Mai 1952 das Sakrament der Priesterweihe für das Bistum Galveston.
Papst Paul VI. ernannte ihn am 13. Dezember 1972 zum ersten Bischof von Tulsa. Die Bischofsweihe spendete ihm der Apostolische Delegat in den USA, Erzbischof Luigi Raimondi, am 7. Februar des Folgejahres; Mitkonsekratoren waren der Bischof von Galveston-Houston, Wendelin Joseph Nold, und dessen Koadjutorbischof John Louis Morkovsky.
Am 18. Oktober 1977 wurde er zum Bischof von Beaumont ernannt und am 13. Dezember desselben Jahres in das Amt eingeführt. 